# Dušan Žáček
Dušan Žáček (Šumperk, 8 giugno 1961) è un ex cestista cecoslovacco.

## Carriera
Con la Cecoslovacchia ha disputato i Giochi olimpici di Mosca 1980 e i Campionati mondiali del 1982.